# Ranunculus limprichtii
Ranunculus limprichtii är en ranunkelväxtart som beskrevs av Oskar Eberhard Ulbrich. Ranunculus limprichtii ingår i släktet ranunkler, och familjen ranunkelväxter. Utöver nominatformen finns också underarten R. l. flavus.